# Oh Min-jee
Dit is een Koreaanse naam; de familienaam is Oh.
Oh Min-Jee (Koreaans: 오 민지) (Seoul, 29 maart 1985) is een schaatsster uit Zuid-Korea. Ze vertegenwoordigde haar vaderland op de Olympische Winterspelen 2010 in Vancouver.

## Resultaten

### Olympische Winterspelen
| Jaar | Plaats    | Resultaten |
| ---- | --------- | ---------- |
| 2010 | Vancouver | 32e 500 m  |

### Wereldbeker
| Seizoen   | 500 m |
| --------- | ----- |
| 2009/2010 | 47e   |
| 2010/2011 | 35e   |

### Aziatische kampioenschappen
| Jaar | 500 m | 1000 m | 1500 m |
| ---- | ----- | ------ | ------ |
| 2004 | 6e    | -      | -      |
| 2009 | Goud  | Zilver | 4e     |
| 2010 | 7e    | 5e     | -      |

### Zuid-Koreaanse kampioenschappen
| Jaar | 500 m | 1000 m | 1500 m | Sprint | Allround | Massastart |
| ---- | ----- | ------ | ------ | ------ | -------- | ---------- |
| 2001 | -     | -      | -      | 9e     | -        | -          |
| 2002 | DNF   | -      | -      | -      | -        | -          |
| 2003 | 5e    | 8e     | -      | DNF    | -        | -          |
| 2004 | 4e    | 7e     | -      | 5e     | -        | -          |
| 2005 | 4e    | 10e    | -      | 6e     | -        | -          |
| 2006 | 6e    | 5e     | -      | 5e     | -        | -          |
| 2007 | 5e    | 7e     | -      | 4e     | -        | -          |
| 2008 | 6e    | 6e     | -      | 7e     | -        | -          |
| 2009 | 4e    | 5e     | -      | 5e     | 7e       | -          |
| 2010 | 4e    | 5e     | -      | 5e     | -        | -          |
| 2011 | Brons | 4e     | Brons  | 4e     | -        | 7e         |

## Persoonlijke records
| Afstand    | Tijd    | Datum             | Baan           |
| ---------- | ------- | ----------------- | -------------- |
| 100 meter  | 11,00   | 30 januari 2007   | Changchun      |
| 500 meter  | 38,51   | 12 december 2009  | Salt Lake City |
| 1000 meter | 1.19,70 | 4 oktober 2008    | Calgary        |
| 1500 meter | 2.03,94 | 27 september 2008 | Calgary        |
| 3000 meter | 4.34,81 | 3 maart 2010      | Seoul          |